# بيتي جودوين
بيتي جودوين (بالإنجليزية: Betty Goodwin)‏‏ (19 مارس 1923 في مونتريال - 1 ديسمبر 2008 في مونتريال) رسامة من كندا.

## الجوائز
حصلت بيتي جودوين على الجوائز الآتية:
- زمالة غوغنهايم
- ضابط وسام كندا